# Capasa hiresia
Capasa hiresia là một loài bướm đêm trong họ Geometridae.